# Seznam národních přírodních památek na Slovensku
Toto je seznam národních přírodních památek na Slovensku.
| Původní seznam \| Pořadové číslo \| Název \| Okres \| \| -------------- \| ------------------------------------------- \| -------------------- \| \| 1. \| Aksamitka (Jaskyňa Aksamitka) \| Stará Ľubovňa \| \| 2. \| Andezitové kamenné more \| Žarnovica \| \| 3. \| Ardovská jaskyňa \| Rožňava \| \| 4. \| Belianska jaskyňa \| Poprad \| \| 5. \| Brankovský vodopád \| Ružomberok \| \| 6. \| Brázda \| Rožňava \| \| 7. \| Brestovská jaskyňa \| Tvrdošín \| \| 8. \| Bystrianska jaskyňa \| Brezno \| \| 9. \| Čachtická jaskyňa \| Nové Mesto nad Váhom \| \| 10. \| Demänovské jaskyne \| Liptovský Mikuláš \| \| 11. \| Devínska hradná skala \| Bratislava IV \| \| 12. \| Diviačia priepasť \| Rožňava \| \| 13. \| Dobšinská ľadová jaskyňa \| Rožňava \| \| 14. \| Domica (Jaskyňa Domica) \| Rožňava \| \| 15. \| Drienovská jaskyňa \| Košice-okolie \| \| 16. \| Driny (Jaskyňa Driny) \| Trnava \| \| 17. \| Gánovské travertíny (Gánovské travertíny I) \| Poprad \| \| 18. \| Gombasecká jaskyňa \| Rožňava \| \| 19. \| Harmanecká jaskyňa \| Banská Bystrica \| \| 20. \| Herliansky gejzír \| Košice-okolie \| \| 21. \| Hrušovská jaskyňa \| Rožňava \| \| 22. \| Jasovská jaskyňa \| Košice-okolie \| \| 23. \| Kľacký vodopád (Kľakovský vodopád) \| Martin \| \| 24. \| Kostná dolina \| Rimavská Sobota \| \| 25. \| Krásnohorská jaskyňa \| Rožňava \| \| 26. \| Kunia priepasť \| Košice-okolie \| \| 27. \| Lánce \| Trenčín \| \| 28. \| Liskovská jaskyňa \| Ružomberok \| \| 29. \| Lúčanský vodopád \| Ružomberok \| \| 30. \| Markušovské steny \| Spišská Nová Ves \| \| 31. \| Mičinské travertíny \| Banská Bystrica \| \| 32. \| Milada (Jaskyňa Milada) \| Rožňava \| \| 33. \| Obrovská priepasť \| Rožňava \| \| 34. \| Ochtinská aragonitová jaskyňa \| Rožňava \| \| 35. \| Prepoštská jaskyňa \| Prievidza \| \| 36. \| Silická ľadnica \| Rožňava \| \| 37. \| Skalistý potok \| Košice-okolie \| \| 38. \| Snežná diera \| Rožňava \| \| 39. \| Spišský hradný vrch \| Spišská Nová Ves \| \| 40. \| Stanišovská jaskyňa \| Liptovský Mikuláš \| \| 41. \| Starohutiansky vodopád \| Žarnovica \| \| 42. \| Važecká jaskyňa \| Liptovský Mikuláš \| \| 43. \| Vodopád Bystré \| Detva \| \| 44. \| Vrbické pleso \| Liptovský Mikuláš \| \| 45. \| Zvonivá jama \| Rožňava \| |                                             | Novelizovaný seznam - Aksamitka - Andezitové kamenné more - Ardovská jaskyňa - Belianska jaskyňa - Bobačka - Brankovský vodopád - Priepasť Brázda - Brestovská jaskyňa - Bystrianska jaskyňa - Čachtická jaskyňa - Demänovské jaskyne - Devínska hradná skala - Diviačia priepasť - Dobšinská ľadová jaskyňa - Domica - Drienovská jaskyňa - Driny - Gánovské travertíny - Gombasecká jaskyňa - Harmanecká jaskyňa - Herliansky gejzír - Hrušovská jaskyňa - Jaskyňa mŕtvych netopierov - Jaskyňa zlomísk - Jasovská jaskyňa - Javorinka (jaskyňa) - Kľacký vodopád - Kostná dolina - Krásnohorská jaskyňa - Kunia priepasť - Lánce - Liskovská jaskyňa - Lúčanský vodopád - Markušovské steny - Medvedia jaskyňa (Slovenský raj) - Mičinské travertíny - Milada (jaskyňa) - Obrovská priepasť - Ochtinská aragonitová jaskyňa - Okno (jaskyňa) - Oravské hradné bralo - Perlová jaskyňa - Podbanište - Prepoštská jaskyňa - Silická ľadnica - Skalistý potok - Snežná diera - Spišský hradný vrch - Stanišovská jaskyňa - Starohutiansky vodopád - Starý hrad (jaskyňa) - Stratenská jaskyňa - Štefanová (jaskyňa) - Važecká jaskyňa - Veľká ľadová priepasť - Vodopád Bystrého potoka - Vrbické pleso - Zápoľná - Záskočská jaskyňa - Zvonivá jama |
| Pořadové číslo | Název                                       | Okres |
| 1. | Aksamitka (Jaskyňa Aksamitka)               | Stará Ľubovňa |
| 2. | Andezitové kamenné more                     | Žarnovica |
| 3. | Ardovská jaskyňa                            | Rožňava |
| 4. | Belianska jaskyňa                           | Poprad |
| 5. | Brankovský vodopád                          | Ružomberok |
| 6. | Brázda                                      | Rožňava |
| 7. | Brestovská jaskyňa                          | Tvrdošín |
| 8. | Bystrianska jaskyňa                         | Brezno |
| 9. | Čachtická jaskyňa                           | Nové Mesto nad Váhom |
| 10. | Demänovské jaskyne                          | Liptovský Mikuláš |
| 11. | Devínska hradná skala                       | Bratislava IV |
| 12. | Diviačia priepasť                           | Rožňava |
| 13. | Dobšinská ľadová jaskyňa                    | Rožňava |
| 14. | Domica (Jaskyňa Domica)                     | Rožňava |
| 15. | Drienovská jaskyňa                          | Košice-okolie |
| 16. | Driny (Jaskyňa Driny)                       | Trnava |
| 17. | Gánovské travertíny (Gánovské travertíny I) | Poprad |
| 18. | Gombasecká jaskyňa                          | Rožňava |
| 19. | Harmanecká jaskyňa                          | Banská Bystrica |
| 20. | Herliansky gejzír                           | Košice-okolie |
| 21. | Hrušovská jaskyňa                           | Rožňava |
| 22. | Jasovská jaskyňa                            | Košice-okolie |
| 23. | Kľacký vodopád (Kľakovský vodopád)          | Martin |
| 24. | Kostná dolina                               | Rimavská Sobota |
| 25. | Krásnohorská jaskyňa                        | Rožňava |
| 26. | Kunia priepasť                              | Košice-okolie |
| 27. | Lánce                                       | Trenčín |
| 28. | Liskovská jaskyňa                           | Ružomberok |
| 29. | Lúčanský vodopád                            | Ružomberok |
| 30. | Markušovské steny                           | Spišská Nová Ves |
| 31. | Mičinské travertíny                         | Banská Bystrica |
| 32. | Milada (Jaskyňa Milada)                     | Rožňava |
| 33. | Obrovská priepasť                           | Rožňava |
| 34. | Ochtinská aragonitová jaskyňa               | Rožňava |
| 35. | Prepoštská jaskyňa                          | Prievidza |
| 36. | Silická ľadnica                             | Rožňava |
| 37. | Skalistý potok                              | Košice-okolie |
| 38. | Snežná diera                                | Rožňava |
| 39. | Spišský hradný vrch                         | Spišská Nová Ves |
| 40. | Stanišovská jaskyňa                         | Liptovský Mikuláš |
| 41. | Starohutiansky vodopád                      | Žarnovica |
| 42. | Važecká jaskyňa                             | Liptovský Mikuláš |
| 43. | Vodopád Bystré                              | Detva |
| 44. | Vrbické pleso                               | Liptovský Mikuláš |
| 45. | Zvonivá jama                                | Rožňava |